# Drosophila dorsivitta
Drosophila dorsivitta este o specie de muște din genul Drosophila, familia Drosophilidae, descrisă de Walker în anul 1861. Conform Catalogue of Life specia Drosophila dorsivitta nu are subspecii cunoscute.